# Linaria pseudolaxiflora
Linaria pseudolaxiflora ist eine Pflanzenart aus der Gattung Leinkräuter (Linaria) innerhalb der Familie der Wegerichgewächse (Plantaginaceae). Sie findet sich nur auf den Pelagischen Inseln und Malta.

## Beschreibung

### Vegetative Merkmale
Linaria pseudolaxiflora ist eine einjährige krautige Pflanze. Die kriechende, unverzweigte Sprossachse kann 5 bis 22 Zentimeter lang werden.
Die elliptischen bis schmal verkehrt-lanzettlichen Blätter sind bis zu 10 Millimeter lang und 4 Millimeter breit und verjüngen sich fast spitz zum äußersten Ende hin. Sie sind im unteren Teil wirtelig, oberhalb wechselständig angeordnet.

### Generative Merkmale
Die Blütezeit reicht von März bis Mai. Ein bis fünf Blüten befinden sich in einem (kopfigen) traubigen Blütenstand ist eine mit. Die Blütenstiele sind mit bis zu 6 Millimetern Länge deutlich länger als die Tragblätter.
Die zwittrige Blüte ist zygomorph mit doppelter Blütenhülle. Der Kelch ist 3 bis 4,5 Millimeter lang, die Kelchlappen sind schmal länglich-rund und zum äußersten Ende hin fast spitz verjüngt. Die bläuliche Krone ist 15 bis 17 Millimeter lang, ihr Sporn 7 bis 8 Millimeter lang und gerade. Die Kronlappen der Oberlippe stehen aufrecht.
Die Kapselfrucht besitzt einen Durchmesser von 3,5 bis 5 Millimetern. Die schwarzen Samen sind bei einem Durchmesser von 0,6 bis 0,9 Millimetern eiförmig bis annähernd nierenförmig.
Die Chromosomenzahl beträgt 2n = 12.

## Vorkommen
Linaria pseudolaxiflora ist ein sogenannter pelago-maltesische Endemit, der sich also nur auf den Pelagischen Inseln und Malta findet. Auf Malta kommt Linaria pseudolaxiflora selten bis zerstreut vor. Linaria pseudolaxiflora besiedelt dort trockene felsige Standorte und alte Mauern.

## Taxonomie
Die Erstbeschreibung von Linaria pseudolaxiflora erfolgte 1885 durch Michele Lojacono-Pojero in Naturalista Siciliano, Giornale de Scienze Naturali. Palermo. Volume 4, Issue 6, S. 136.